# Bernard-Gabriel-Xavier d'Abbadie de Barrau
Pour les articles homonymes, voir Familles de Barrau.
Bernard-Gabriel-Xavier d'Abbadie de Barrau (13 mars 1820, Dax - 30 avril 1893, Castex), est un homme politique français.

## Biographie
Bernard-Gabriel-Xavier d'Abbadie de Barrau naît en 1820 dans une famille de la noblesse du Béarn. Sa famille, originaire du lieu de Sus, a été anoblie par une charge de secrétaire du roi au XVIIIe siècle.
Il dut aux améliorations notables qu'il réalisa dans son domaine de Castex le titre de vice-président de la Société d'agriculture du Gers et une situation prépondérante dans le pays. Aux élections du 8 février 1871, il fut porté sur la liste conservatrice, qui passa tout entière, et élu par 59 004 voix. Il siégea à l'Extrême-Droite ou il se distingua surtout parmi les catholiques militants.
Dans la séance du 24 juillet 1871, il se trouva l'un des quatre rapporteurs des pétitions de l'épiscopat français, qui demandaient a l'Assemblée que la France apportât un prompt remède à la situation du Pape, dépossédé de Rome par Victor-Emmanuel ; les rapporteurs concluaient à une démarche auprès du roi d'Italie. La demande fut renvoyée au ministre des Affaires étrangères. Le 30 juillet 1872, M. d'Abbadie de Barrau intervint dans la discussion d'un nouvel impôt sur les boissons, pour réclamer en faveur des bouilleurs de cru et des eaux-de-vie d'Armagnac. Le 17 février 1873, il interpella Cissey, ministre de la Guerre, sur les modifications introduites dans le programme d'admission à l'École de Saint-Cyr. Cissey, qui était le beau-frère de Barrau, rappela, dans sa réponse, que le fils du réclamant venait précisément d'échouer aux derniers examens d'entrée.
Barrau fut un des 94 députés signataires de la proposition tendant à rapporter les lois d'exil contre les Bourbons. Il suivit la majorité de droite dans ses luttes contre la politique de Thiers.
Après le 24 mai 1873, d'Abbadie de Barrau se rangea avec ses amis de l'Extrême-Droite parmi les adversaires des orléanistes, et fut des 381 dont le vote hostile détermina la chute du cabinet de Broglie le 16 mai 1874.
Après la séparation de l'Assemblée nationale, il se présenta comme candidat légitimiste aux élections sénatoriales dans le Gers, mais il ne fut pas élu, et rentra dans la vie privée.

### Sources
- « Bernard-Gabriel-Xavier d'Abbadie de Barrau », dans Adolphe Robert et Gaston Cougny, Dictionnaire des parlementaires français, Edgar Bourloton, 1889-1891 [détail de l’édition]